# Fresh International
Fresh International är ett schweiziskt mjukvaruföretag baserat i Zug, grundat år 2003. Fresh International utvecklar och säljer "Refresh" för standardisering av materialmaster, reservdelslager, inköpsordrar och fakturor i affärssystem hos Fortune 5000 företag. Programmen finns både för PC (dator) och för integrering med SAP/Oracle/Maximo/ERP. Refresh standardiserar material masterns produktbeskrivningar, materialgrupper, import- och exportkoder (Intrastat) etc med hjälp av kundens egna standarder samt ECCMA (eOTD), eClass och UNSPSC.